# Euphalerus oestreoides
Euphalerus oestreoides är en insektsart som beskrevs av Crawford 1925. Euphalerus oestreoides ingår i släktet Euphalerus och familjen rundbladloppor. Inga underarter finns listade i Catalogue of Life.